# Jaarmarktcross Niel
Lo Jaarmarktcross Niel è una corsa in linea maschile e femminile di ciclocross che si svolge ogni anno a novembre a Niel, in Belgio. Creato nel 1963, dal 1987 al 2008 e nel 2018 fece parte del calendario del GvA/Bpost Bank/DVV Verzekeringen Trofee; nel 2019 è stato inserito nel calendario del Rectavit Classics, mentre dal 2020 fa parte del calendario del Superprestige.

## Albo d'oro

### Uomini Elite
Aggiornato all'edizione 2024.
| Anno | Vincitore            | Secondo             | Terzo                  |
| ---- | -------------------- | ------------------- | ---------------------- |
| 1963 | René De Rey          | Roger De Clercq     | Albert Van Damme       |
| 1964 | Pierre Kumps         | Huub Harings        | Eric De Vlaeminck      |
| 1965 | Eric De Vlaeminck    | Roger De Clercq     | Rolf Wolfshohl         |
| 1966 | Eric De Vlaeminck    | Albert Van Damme    | Roger De Clercq        |
| 1967 | Eric De Vlaeminck    | Roger De Vlaeminck  | Robert Vermeire        |
| 1968 | Eric De Vlaeminck    | Roger De Vlaeminck  | René De Rey            |
| 1969 | Freddy Nijs          | Roger De Vlaeminck  | Albert Van Damme       |
| 1970 | Eric De Vlaeminck    | Albert Van Damme    | Roger De Vlaeminck     |
| 1971 | Albert Van Damme     | Robert Vermeire     | André Geirland         |
| 1972 | Robert Vermeire      | André Wilhelm       | René De Clercq         |
| 1973 | André Geirland       | Robert Vermeire     | Leo Arnouts            |
| 1974 | André Geirland       | Jef Thielemans      | Luc Van Goidsenhoven   |
| 1975 | Robert Vermeire      | André Geirland      | Jan Teugels            |
| 1976 | Robert Vermeire      | André Geirland      | Jef Thielemans         |
| 1977 | Eric De Bruyne       | André Geirland      | Klaus-Peter Thaler     |
| 1978 | Robert Vermeire      | André Geirland      | Willy Lienhard         |
| 1979 | Robert Vermeire      | Eric De Vlaeminck   | Eric De Bruyne         |
| 1980 | Roland Liboton       | Paul De Brauwer     | Rudy De Bie            |
| 1981 | Hennie Stamsnijder   | Rein Groenendaal    | Cees van der Wereld    |
| 1982 | Roland Liboton       | Rudy De Bie         | Cees van der Wereld    |
| 1983 | Roland Liboton       | Petr Klouček        | Grzegorz Jaroszewski   |
| 1984 | Hennie Stamsnijder   | Petr Klouček        | Petr Hric              |
| 1985 | Roland Liboton       | Yvan Messelis       | Ludo De Rey            |
| 1986 | Christian Hautekeete | Roland Liboton      | Ludo De Rey            |
| 1987 | Roland Liboton       | Ludo De Rey         | Martin Hendriks        |
| 1988 | Rudy De Bie          | Roland Liboton      | Radomír Šimůnek sr.    |
| 1989 | Danny De Bie         | Paul De Brauwer     | Wim Lambrechts         |
| 1990 | Marc Janssens        | Peter Van Santvliet | Walter Marijnissen     |
| 1991 | Guy Van Dijck        | Pascal Van Riet     | Peter Van Santvliet    |
| 1992 | Marc Janssens        | Pascal Van Riet     | Erwin Vervecken        |
| 1993 | Danny De Bie         | Paul Herijgers      | Wim de Vos             |
| 1994 | Paul Herijgers       | Richard Groenendaal | Peter Willemsens       |
| 1995 | Paul Herijgers       | Erwin Vervecken     | Marc Janssens          |
| 1996 | Marc Janssens        | Adrie van der Poel  | Erwin Vervecken        |
| 1997 | Adrie van der Poel   | Danny De Bie        | Erwin Vervecken        |
| 1998 | Mario De Clercq      | Marc Janssens       | Adrie van der Poel     |
| 1999 | Arne Daelmans        | Mario De Clercq     | Erwin Vervecken        |
| 2000 | Erwin Vervecken      | Richard Groenendaal | Peter Van Santvliet    |
| 2001 | Peter Van Santvliet  | Erwin Vervecken     | Bart Wellens           |
| 2002 | Bart Wellens         | Peter Van Santvliet | Mario De Clercq        |
| 2003 | Bart Wellens         | Sven Nys            | Ben Berden             |
| 2004 | Richard Groenendaal  | Erwin Vervecken     | Sven Vanthourenhout    |
| 2005 | Sven Nys             | Niels Albert        | Bart Wellens           |
| 2006 | Bart Wellens         | Richard Groenendaal | Sven Nys               |
| 2007 | Bart Wellens         | Lars Boom           | Sven Nys               |
| 2008 | Lars Boom            | Niels Albert        | Sven Nys               |
| 2009 | Sven Nys             | Niels Albert        | Zdeněk Štybar          |
| 2010 | Sven Nys             | Niels Albert        | Bart Wellens           |
| 2011 | Sven Nys             | Niels Albert        | Kevin Pauwels          |
| 2012 | Niels Albert         | Bart Aernouts       | Sven Nys               |
| 2013 | Sven Nys             | Wout Van Aert       | Rob Peeters            |
| 2014 | Sven Nys             | Wout Van Aert       | Kevin Pauwels          |
| 2015 | Kevin Pauwels        | Tom Meeusen         | Sven Nys               |
| 2016 | Toon Aerts           | Kevin Pauwels       | Corné van Kessel       |
| 2017 | Toon Aerts           | Laurens Sweeck      | Corné van Kessel       |
| 2018 | Mathieu van der Poel | Toon Aerts          | Laurens Sweeck         |
| 2019 | Mathieu van der Poel | Laurens Sweeck      | Thijs Aerts            |
| 2020 | Laurens Sweeck       | Eli Iserbyt         | Toon Aerts             |
| 2021 | Eli Iserbyt          | Toon Aerts          | Quinten Hermans        |
| 2022 | Laurens Sweeck       | Lars van der Haar   | Michael Vanthourenhout |
| 2023 | Eli Iserbyt          | Joris Nieuwenhuis   | Felipe Orts            |
| 2024 | Laurens Sweeck       | Felipe Orts         | Niels Vandeputte       |

### Donne Elite
Aggiornato all'edizione 2024.
| Anno | Vincitrice      | Seconda                    | Terza                    |
| ---- | --------------- | -------------------------- | ------------------------ |
| 2009 | Marianne Vos    | Daphny van den Brand       | Katherine Compton        |
| 2010 | Helen Wyman     | Daphny van den Brand       | Sophie de Boer           |
| 2011 | non disputato   | non disputato              | non disputato            |
| 2012 | Nikki Harris    | Reza Hormes-Ravenstijn     | Ellen Van Loy            |
| 2013 | Sanne Cant      | Nikki Harris               | Sabrina Stultiens        |
| 2014 | Sanne Cant      | Jolien Verschueren         | Helen Wyman              |
| 2015 | Sanne Cant      | Jolien Verschueren         | Nikki Harris             |
| 2016 | Sanne Cant      | Jolien Verschueren         | Ellen Van Loy            |
| 2017 | Nikki Brammeier | Alice Maria Arzuffi        | Ellen Van Loy            |
| 2018 | Sanne Cant      | Loes Sels                  | Ellen Van Loy            |
| 2019 | Lucinda Brand   | Katherine Compton          | Marion Norbert-Riberolle |
| 2020 | Lucinda Brand   | Ceylin del Carmen Alvarado | Denise Betsema           |
| 2021 | Lucinda Brand   | Annemarie Worst            | Denise Betsema           |
| 2022 | Ceylin Alvarado | Denise Betsema             | Inge van der Heijden     |
| 2023 | Ceylin Alvarado | Aniek van Alphen           | Annemarie Worst          |
| 2024 | Ceylin Alvarado | Lucinda Marca              | Marion Norbert-Riberolle |

### Uomini Under-23
Aggiornato all'edizione 2018.
| Anno    | Vincitore               | Secondo       | Terzo         |
| ------- | ----------------------- | ------------- | ------------- |
| 2008    | Kenneth Van Compernolle | Tom Meeusen   | Jim Aernouts  |
| 2009-17 | non disputato           | non disputato | non disputato |
| 2018    | Ben Turner              | Timo Kielich  | Thomas Mein   |

### Uomini Juniors
Aggiornato all'edizione 2021.
| Anno | Vincitore                             | Secondo                               | Terzo                                 |
| ---- | ------------------------------------- | ------------------------------------- | ------------------------------------- |
| 2007 | Stef Boden                            | Matthias Bossuyt                      | Sven Beelen                           |
| 2008 | Karel Hník                            | Matthias Bossuyt                      | Zico Waeytens                         |
| 2009 | David van der Poel                    | Xandro Meurisse                       | Joeri Hofman                          |
| 2010 | Laurens Sweeck                        | Toon Aerts                            | Stan Godrie                           |
| 2011 | Yorben Van Tichelt                    | Quentin Jauregui                      | Dylan Kowalski                        |
| 2012 | Vincent Peeters                       | Stijn Caluwe                          | Sieben Wouters                        |
| 2013 | Sieben Wouters                        | Loïc Hennaux                          | Pieter Van Roosbroeck                 |
| 2014 | Thijs Wolsink                         | Gianni Siebens                        | Wesley Floren                         |
| 2015 | Toon Vandebosch                       | Alessio Dhoore                        | Reno Bauters                          |
| 2016 | Arno Debeir                           | Gerben Kuypers                        | Julian Siemons                        |
| 2017 | Xander Geysels                        | Len Dejonghe                          | Gerben Kuypers                        |
| 2018 | Dante Coremans                        | Cedric Vandesompel                    | Michael Bervoets                      |
| 2019 | Arne Baers                            | Victor Van De Putte                   | Jelle Harteel                         |
| 2020 | annullato per la pandemia di COVID-19 | annullato per la pandemia di COVID-19 | annullato per la pandemia di COVID-19 |
| 2021 | Senne Bauwens                         | Wies Nuyens                           | Miles Gevaert                         |